# Franciszek Grzelszczak

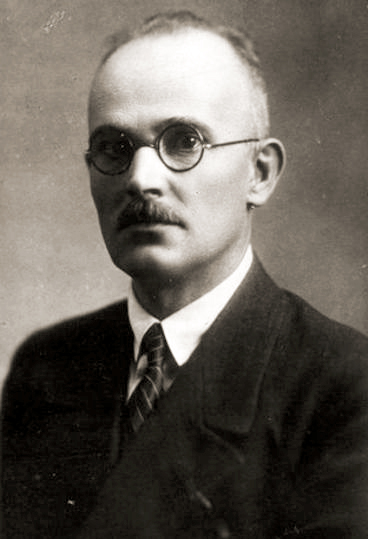
Franciszek Grzelszczak

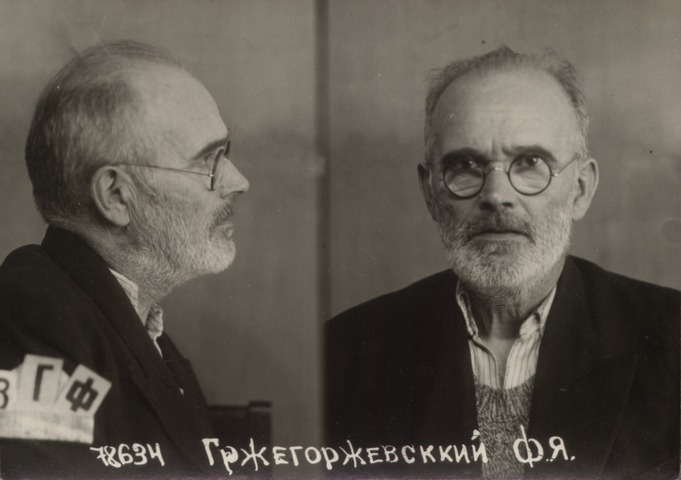
Franciszek Grzelszczak po aresztowaniu przez NKWD 1937

Franciszek Grzelszczak pseud. Marcin Grzegorzewski, mechanik (ur. 1 stycznia 1881 w Warszawie, zm. 25 grudnia 1937 w Moskwie) – działacz SDKPiL i KPP. Działacz Kominternu i Profinternu.

## Życiorys
Syn Jana, działacza SDKPiL. Po ukończeniu 2 klas szkoły miejskiej i 3-letnich kursów mechanicznych w Warszawie pracował jako ślusarz-mechanik. Od 1904 członek fabrycznego kółka SDKPiL. Uczestnik rewolucji 1905 roku, członek zarządu dzielnicowego SDKPiL na Woli. W maju 1907 uczestnik V zjazdu Socjaldemokratycznej Partii Robotniczej Rosji (SDPRR) w Londynie, po powrocie aresztowany i skazany na zesłanie, zbiegł. Członek komitetu warszawskiego SDKPiL. 
Po wybuchu I wojny światowej w 1914 powołany do armii rosyjskiej.  Po rewolucji lutowej i obaleniu caratu uczestnik I zjazdu frontowych delegatów oddziałów wojskowych Frontu Zachodniego (20 kwietnia 1917) i zjazdu 2 Armii, na którym wybrano go członkiem Komitetu Armii z ramienia bolszewików. Brał udział w Ogólnorosyjskiej Naradzie Demokratycznej w Piotrogrodzie na przełomie września i października 1917, na którym został wybrany do Przedparlamentu, z którego wystąpił wraz z frakcją bolszewików. 
Po rewolucji październikowej wybrany przez II Wszechrosyjski Zjazd Rad 8 listopada 1917  do Wszechrosyjskiego Centralnego Komitetu Wykonawczego (WCIK). W listopadzie 1917 w demokratycznych wyborach wybrany do Zgromadzenia Ustawodawczego Rosji (Konstynuanty) z listy bolszewików z okręgu Frontu Zachodniego. 
Pracownik Wydziału Wojskowego WCIK. Od końca 1917 sekretarz Czeki i członek Komisariatu do Spraw Polskich przy Komisariacie Ludowym do spraw Narodowości. Na początku 1918 powrócił do Polski. Brał udział w posiedzeniu egzekutywy Komitetu warszawskiego SDKPiL, na którym został aresztowany i osadzony w twierdzy w Modlinie. Uwolniony 11 listopada 1918. Został wybrany pierwszym przewodniczącym Rad Delegatów Robotniczych w Warszawie. Członek Komitetu warszawskiego SDKPiL. 
Od powstania 16 grudnia 1918 z połączenia SDKPiL i PPS-Lewicy Komunistycznej Partii Robotniczej Polski (KPRP, później KPP) członek Komitetu Centralnego (KC) KPRP/KPP. Był m.in. członkiem Biura Politycznego, skarbnikiem, sekretarzem i kierownikiem wydziałów KC KPP. W walkach frakcyjnych wewnątrz KPP był zwolennikiem „mniejszościowców”. W maju 1925 aresztowany, w 1928 przekazany ZSRR na zasadzie wymiany więźniów politycznych. 
Uczestnik IV, V, VI i VII Kongresu Kominternu. Na V Kongresie Kominternu (1924) wybrany na członka Komitetu Wykonawczego (IKKI). Od 1935 członek Międzynarodowej Komisji Kontroli Kominternu. Wiceprzewodniczący Sekcji Polskiej. Aktywny działacz Czerwonej Międzynarodówki Związków Zawodowych (Profintern) i MOPR.
Uczestnik zjazdów i konferencji KPP do 1935. Członek Stowarzyszenia Starych Bolszewików. 
W czasie „wielkiej czystki” w 1937 aresztowany przez NKWD i stracony.